# Сотакира
Сотакира (исп. Sotaquirá) — город и муниципалитет в центральной части Колумбии, на территории департамента Бояка. Входит в состав Центральной провинции.

## История
Поселение, из которого позднее вырос город, было основано в 1582 году. Муниципалитет Сотакира был выделен в отдельную административную единицу в 1777 году.

## Географическое положение

Муниципалитет Сотакира

Город расположен на севере центральной части департамента, в гористой местности Восточной Кордильеры, на расстоянии приблизительно 23 километров к северо-востоку от города Тунха, административного центра департамента. Абсолютная высота — 2677 метров над уровнем моря.
Муниципалитет Сотакира граничит на юго-западе с территорией муниципалитета Комбита, на юго-востоке — с муниципалитетом Тута, на востоке и северо-востоке — с муниципалитетом Пайпа, на северо-западе — с территорией департамента Сантандер. Площадь муниципалитета составляет 288,6 км².

## Население
По данным Национального административного департамента статистики Колумбии, совокупная численность населения города и муниципалитета в 2015 году составляла 7709 человек.
Динамика численности населения муниципалитета по годам:
| 2005 | 2006 | 2007 | 2008 | 2009 | 2010 | 2011 | 2012 | 2013 | 2014 | 2015 |
| ---- | ---- | ---- | ---- | ---- | ---- | ---- | ---- | ---- | ---- | ---- |
| 8966 | 8848 | 8718 | 8598 | 8474 | 8344 | 8221 | 8090 | 7964 | 7833 | 7709 |

Согласно данным переписи 2005 года мужчины составляли 50,7 % от населения Сотакиры, женщины — соответственно 49,3 %. В расовом отношении белые и метисы составляли 99,9 % от населения города; негры, мулаты и райсальцы — 0,1 %.
Уровень грамотности среди всего населения составлял 85,8 %.

## Экономика
68,2 % от общего числа городских и муниципальных предприятий составляют предприятия торговой сферы, 23,2 % — промышленные предприятия, 8,5 % — предприятия сферы обслуживания, 0,1 % — предприятия иных отраслей экономики.